# António Henriques Gaspar
António Silva Henriques Gaspar GCC (Pampilhosa da Serra, 6 de setembro de 1949) é um magistrado português, presidente do Supremo Tribunal de Justiça entre 2013 e 2018.

## Carreira
Magistrado do Ministério Público de carreira, foi delegado do procurador da República em Benavente, Montemor-o-Velho, Condeixa-a-Nova, Lousã, Pombal e Coimbra. Foi depois juiz de direito, estagiário, em Coimbra, e efetivo, na Figueira da Foz. Exerceu também as funções de procurador da República no Círculo Judicial de Coimbra e no Tribunal da Relação de Coimbra.
Ocupou também diversos cargos internacionais, como agente de Portugal no Tribunal Europeu dos Direitos do Homem (1992 a 2003), membro do Comité Diretor dos Direitos do Homem (1994 a 2003) e membro do Comité Contra a Tortura da Organização das Nações Unidas (1998 a 2001).
Foi também procurador-geral adjunto no Conselho Consultivo da Procuradoria-Geral da República de 1987 a 2003.
Foi nomeado juiz conselheiro do Supremo Tribunal de Justiça de Portugal (STJ) em 15 de março de 2003. Foi eleito vice-presidente do STJ em 2006, tendo sido reeleito em 2009.
Foi eleito presidente do Supremo Tribunal de Justiça em 4 de julho de 2013, tendo tomado posse em 12 de setembro de 2013 para um mandato de 5 anos, que terminou em 4 de outubro de 2018.
A 2 de outubro de 2018, foi agraciado com a Grã-Cruz da Ordem Militar de Cristo.